# Камара, Мохамед (футболист, 1981)
Мохаммед Камара (27 декабря 1981) — футболист из Сьерра-Леоне, полузащитник.

## Карьера
В 2001 году Мохаммед Камара был приглашен из африканского первенства[уточнить] в воронежский «Факел», выступавший в высшем дивизионе. Он стал первым африканским легионером для команды. За основу команды сыграл только один матч. 16 сентября вышел на замену на 80-й минуте вместо Дмитрия Мичкова в игре против «Ростсельмаша» (4:1). За это время Камара получил жёлтую карточку. Провёл 7 игр в дубле. Стал первым футболистом из своей страны, сыгравшем в чемпионате России.
В 2002 году был в заявке команды первого дивизиона «Динамо» Санкт-Петербург, однако на поле не появлялся.
Дальнейшая судьба неизвестна.